# Billy Rieloff
Billy Guillermo Rieloff-Aspillaga, född 25 juni 1965 i Chile, är en svensk-chilensk brottsling. 
Rieloff kom till Sverige i slutet av 1960-talet och är uppvuxen i Växjö. Han kom i början av 1990-talet i kontakt med några personer från den så kallade Järnaligan och tillsammans med dessa kom han att bilda Södertäljeligan, som under 1994–1995 begick flera grova rån i Mellansverige, bland annat det uppmärksammade rånet mot Sörmlands Sparbank i Vingåker, där en rullstolsburen man blev svårt misshandlad med en gevärskolv. Efter ett rån mot en värdetransport i Södertälje i oktober 1995 greps ligan då Rikskriminalpolisen av en slump kommit dem på spåren.[källa behövs]
Ligan dömdes till långa fängelsestraff för de brutala rånen och för Rieloffs del blev straffet sammanlagt 18 års fängelse då han tidigare varit villkorligt frigiven. Vintern 2004 rymde Rieloff tillsammans med medfångarna Daniel Maiorana och Nazim Rudhani från Kumlaanstalten, men greps fyra dygn senare i en lägenhet i Örnsköldsvik. I slutet av 2006 frigavs han villkorligt från sitt 13-åriga straff, men tiden i frihet varade bara 1,5 år. Den 4 augusti 2008 greps han av polis efter en vild skottlossning i ett bostadsområde i Mjölby. Han häktades av Linköpings tingsrätt misstänkt för förberedelse till grovt rån och olaga vapeninnehav. Förutom Rieloff greps även en annan återfallsförbrytare, Mårten Tammiharju, vid denna aktion.
I april 2020 dömdes Reiloff till 12 års fängelse för det uppmärksammade mordförsöket på advokaten 
Henrik Olsson Lilja. Svea hovrätt skärpte två månader senare straffet till 14 års fängelse, vilket innebär att Rieloff tidigast kan bli frisläppt i mars 2029.